# Svojšín (zámek)
Svojšín je tvrz přestavěná na zámek ve stejnojmenné obci v okrese Tachov. Dochovaný zámek pochází z konce první čtvrtiny osmnáctého století a spolu s poplužním dvorem, zahradami a parkem tvoří barokní sídlo nadregionálního významu. Od roku 1964 je chráněn jako kulturní památka.

## Historie
Předchůdcem svojšínského zámku bývala tvrz, která sice není zmiňována žádnými písemnými prameny, ale vzhledem ke stavební dispozici věže kostela svatého Petra a Pavla u něj panské sídlo stávalo už ve dvanáctém století. Pozůstatky zdiva tvrze ze čtrnáctého až patnáctého století byly odkryty archeologickým výzkumem v letech 2008–2010.
V roce 1554 získal Svojšín věnem Jiří Příchovský z Příchovic, který se oženil s dědičkou panství, Annou Svojšínskou z Nalžov. Jejich potomci potom Svojšín vlastnili až do roku 1795. Zámek nechala postavit v roce 1723 Judita Příchovská, matka hraběte Jana Václava Příchovského. Z jejich tří dětí zámek zdědil Jan Václav Příchovský, kterému patřil až do roku 1781. Jeho syn František Příchovský byl nucen panství prodat ve veřejné dražbě. Kupcem se stal chebský rytíř Josef Bigatto, který jako bezdětný svůj majetek odkázal generálporučíkovi Karlu Antonínu Junckerovi. Přitom si vymínil, že dědic ke svému jménu natrvalo připojí přídomek Bigatto. Karlovým potomkům poté zámek patřil až do roku 1935, kdy zemřela Amálie Junckerová-Bigattová a zámek zdědil Klement Podeville. Na konci druhé světové války o zámek přišel. Ve druhé polovině dvacátého století jej začal využívat místní národní výbor. Budova nejprve sloužila jako rekreační zařízení Veleobce baráčníků a po roce 1965 v něm byla zřízena mateřská škola a školní jídelna.
Obec Svojšín zámek získala v roce 1990 a v letech 2003–2015 jej zrekonstruovala. Zámek je v návštěvních hodinách přístupný veřejnosti, nachází se v něm kavárna, výstavní sál a turistická ubytovna a v jeho areálu se konají svatby a další kulturní události.

## Stavební podoba
Dominantou zámeckého areálu je zámecká jednopatrová budova s patnácti okenními osami a dvoupatrovým rizalitem ve středu hlavního průčelí. Fasádu rizalitu člení pilastry a okna s trojúhelníkovými římsami. V ose rizalitu se nachází vstupní portál, za kterým pokračuje průjezd zaklenutý valenými klenbami. Podobný rizalit je i na nádvorní straně budovy. Na východní straně byla zámecká budova na počátku devatenáctého století rozšířena o přístavbu klasicistního letohrádku.
K památkově chráněnému areálu patří také spojovací chodba ke kostelu, správní budova (čp. 68), hospodářský dvůr (čp. 69), kočárovna, terasy a zámecký park. Park se nachází v intravilánu vesnice, má rozlohu jeden hektar a založen byl v první polovině osmnáctého století. Roste v něm památný strom Svojšínská lípa.